# IC 2034
IC 2034 ist eine Spiralgalaxie vom Hubble-Typ Sc im Sternbild Reticulum am Südsternhimmel. Sie ist schätzungsweise 367 Millionen Lichtjahre von der Milchstraße entfernt und hat einen Durchmesser von etwa 130.000 Lj.
Das Objekt wurde am 8. Dezember 1899 von DeLisle Stewart entdeckt.